# Fernand Leduc

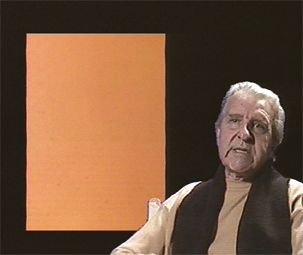
Fernand Leduc, 1995

Fernand Leduc (* 4. Juli 1916 in Viauville (Montreal)/Québec; † 28. Januar 2014 in Montreal) war ein kanadischer Maler.

## Leben
Leduc war Seminarist bei den Maristen-Schulbrüdern und studierte von 1938 bis 1943 an der École des beaux-arts de Montréal. Nach dem Abschluss der Ausbildung wurde er Mitglied der Contemporary Arts Society. Zugleich unterstützte er die Künstlergruppe der Automatisten um Paul-Émile Borduas mit Kritiken in der Studentenzeitung Le Quartier Latin und profilierte sich als Theoretiker der Gruppe.
1947 reiste er nach Paris und nahm dort an der Ausstellung Automatisme in der Galerie du Luxembourg teil. Prägend für seinen künstlerischen Stil in dieser Zeit wurde seine Freundschaft mit dem Maler Jean Bazaine. Nach seiner Rückkehr nach Kanada 1953 wandte er sich abstrakter Malerei im Stil des Hard Edge zu, wobei seine Werke sich zunehmend mit Farbwechselwirkungen und -kontrasten beschäftigten. 1956 war er Gründer und Gründungspräsident der Association des artistes non-figuratifs in Montreal. Ab 1959 lebte er in Frankreich mit einer Unterbrechung von 1970 bis 1972, wo er an der Universität Laval und an der Université du Québec unterrichtete. Im Alter von 90 Jahren kehrte er 2006 nach Montreal zurück.
Neben zahlreichen Gruppenausstellungen hatte Leduc seit Anfang der 1950er Jahre Einzelausstellungen u. a. in den Galerien L'Actuelle, Denise Delrue und Jolliet, im Musée des beaux-arts du Canada, im Musée des Beaux-Arts de Chartres und im Musée du Nouveau Monde in La Rochelle. Repräsentative Ausstellungen widmeten ihm auch das Centre international d'art contemporain de Montréal, das Musée national des beaux-arts du Québec und das Musée d'art contemporain de Montréal.
Ausgezeichnet wurde Leduc u. a. mit dem Prix Lynch-Staunton (1977), dem Prix Louis-Philippe-Hébert (1978) und dem Prix Paul-Émile-Borduas (1988). 2007 war er Gewinner des Governor General’s Award für visuelle und Medienkunst. Die Universität Québec zeichnete ihn 2006 mit einem Ehrendoktortitel aus.